# Putrefaktion
Die Putrefaktion (synonym Putreszenz, Putrefizierung, Putrescentia) bezeichnet in der Pathologie ein Todeszeichen einer Leiche nach Eintritt des Todes.

## Eigenschaften
Die Putrefizierung ist der Beginn der Verwesung und kennzeichnet sich durch Verfärbungen, Geruchsänderung und Verflüssigung. Sie erfolgt durch Autolyse sowie durch Zersetzung aufgrund von Bakterien und Hefen. Unter Sauerstoffmangel erfolgt der Abbau über Fäulnis, dabei ist die Putrefizierung verlangsamt, und aus Fettgewebe kann Adipocire entstehen (in sog. Wachsleichen). Bei höheren Temperaturen erfolgt die Putrefizierung beschleunigt. Höhere Salzkonzentrationen verlangsamen die Putrefizierung.